# 谷村藩
谷村藩（やむらはん）は、江戸時代初期に甲斐国（現在の山梨県都留市付近）にあった藩。
甲斐国4郡のうち東部の都留郡一帯にあたる郡内地方を支配した。古くから独立性の強い郡内領を治め、別名郡内藩（ぐんないはん）と呼ばれる。領内支配の中心であった谷村城は、郡内地域では数少ない城跡として現在でも残されている。

## 藩史

### 谷村藩の成立と鳥居氏時代
戦国時代の郡内地方は、国中地方を治める守護武田氏に属した小山田氏が領した。小山田氏は谷村（現在の山梨県都留市の中心部）に本拠を定め、中津森館や谷村館を築いて城下町を整備した。郡内領は今川氏の領国である駿河国や後北条氏の領国である相模国から武蔵国と駿接する要地として重要視されていた。
天正10年（1582年）、織田信長の甲州征伐によって武田氏は滅亡し、小山田氏も滅ぼされた。武田氏の遺領は織田政権下で分割されるが、同年6月の本能寺の変で信長が横死すると、遺領を巡る争奪（天正壬午の乱）が起こる。甲斐は徳川家康の支配下となり、郡内領は徳川家家臣の鳥居元忠に与えられた。天正18年（1590年）、豊臣秀吉の小田原征伐によって後北条氏が滅亡すると、家康は関東に移封され、甲斐は豊臣秀勝、加藤光泰、浅野長政・浅野幸長父子ら豊臣系大名に統治された。文禄3年（1594年）には浅野氏によって谷村城が築城されている。
慶長5年（1600年）、関ヶ原の戦いで浅野幸長は家康率いる東軍に与して戦功を挙げたため、紀伊国に加増移封された。家康は国中に平岩親吉を再配置すると同時に、谷村には鳥居元忠の三男鳥居成次に1万8000石（のちに加増され3万5000石）を与えた。慶長8年（1603年）には家康の八男の五郎太（徳川義直）が国元に置かれたまま甲府城主になると、成次は附家老となる。五郎太は慶長12年に尾張国犬山へ封じられるが、成次は谷村に留まった。元和2年（1616年）には第2代将軍徳川秀忠の子国千代（徳川忠長）が甲府城主となり、成次は朝倉宣正と共に附家老となる。元和4年（1618年）に忠長に甲斐が与えられると、成次は家老となり、寛永元年（1624年）に駿河国などで加増されて3万5000石を領する大名となった。成次は寛永8年（1631年）6月18日に死去し、跡を長男の鳥居忠房が継いだが、忠長は兄の第3代将軍徳川家光との確執があったと言われ、翌寛永9年（1632年）に乱行などを理由に改易されると、忠房も連座により改易され、その身は山形藩主鳥居忠恒に預けられた。

### 秋元氏時代から廃藩
翌寛永10年（1633年）2月、谷村には上野国総社藩から移封された秋元泰朝が1万8000石で入った。秋元氏は総社時代にも利根川の治水事業を行っているが、郡内領でも泰朝期の事業であるとも伝わる谷村大堰や富朝期の植林事業、喬知期の新倉掘抜の開削など用水堰の開削を行い、養蚕の奨励や後に郡内織として特産物となる機織の振興などを行ったという。また、喬知期の元禄7年には25か条の郷中法度が定められた。一方で、秋元氏時代には寛文7年（1667年）・延宝8年（1680年）などに百姓による越訴なども起こっている。
秋元氏時代には藩政機構が整備されていたが、宝永元年（1704年）12月に喬知が武蔵国川越藩に移封され、川越藩主であった柳沢吉保が甲府城主となって谷村藩は廃藩となり、郡内領は預地支配となる。翌年2月には谷村城も破却される。武家屋敷地も引き払われ、谷村は商業的要地として城下町から町場へと変貌する。後に甲斐一国は幕領化され、代官支配となり、郡内領は谷村に置かれた谷村代官所支配となる。

## 歴代藩主

### 鳥居家
譜代 3万5000石
1. 鳥居成次
2. 鳥居忠房

### 秋元家
譜代 1万8000石
1. 秋元泰朝
2. 秋元富朝
3. 秋元喬知